# Helene Schneiderman
Helene Schneiderman (* 15. November 1954 in Flemington, New Jersey) ist eine US-amerikanische Opernsängerin (Mezzosopran).

## Leben
Schneidermans Eltern Pinek und Judith Schneiderman waren Shoah-Überlebende und beide Musiker und sangen jiddische Lieder. Helene Schneiderman begann ihre Gesangsausbildung am Westminster Choir College in Princeton. An der University of Cincinnati College of Music erwarb sie einen Masterabschluss in Voice Performance. 1981 schloss sie ein Opernsängerdiplom ab.
Nach dem Abschluss erhielt sie die Möglichkeit, nach Heidelberg zu gehen. 1982 wurde sie Mitglied im Heidelberger Opernensemble. Sie besuchte in Heidelberg die erste Hochschule für Jüdische Studien und lernte in der Synagoge ihren zukünftigen Mann, den niederländischen Grafiker Michael Flamme, kennen. Mit ihm bekommt sie zwei Töchter.
Von 1984 bis 2022 war Schneiderman festes Mitglied des Ensembles der Stuttgarter Staatsoper. 1998 wurde sie Kammersängerin der Oper Stuttgart und damit die jüngste Sängerin, der diese Ehre zuteilwurde. In Stuttgart war sie in gut 70 Rollen zu sehen. Sie führt ihre Gastengagements nach der Zeit als festes Ensemblemitglied auf internationalen Bühnen weiter. So sang sie etwa im August 2005 an der Seite von Anna Netrebko die Flora Bervoix in Verdis La traviata bei den Salzburger Festspielen und im Mai 2014 beim Festival in Glyndebourne die Annina ("Helene Schneiderman, wonderfully weird in the letter scene and when she apes a discarded peasant ,wife'") in Richard Strauss’ Rosenkavalier (Regie: Richard Jones).
Die international renommierte Opernsängerin ist auch als Interpretin jüdischer Lieder bekannt, mit denen sie als Tochter eines Chasans aufgewachsen ist. Mit Götz Payer hat sie die CD Makh Tsu di Eygelekh - Jiddische Lieder veröffentlicht.
Schneiderman war sechs Jahre lang als Professorin am Salzburger Mozarteum tätig.

## Auszeichnungen
- 2008: Otto-Hirsch-Medaille für ihren Einsatz für jiddisches Liedgut und ihre Verdienste um die christlich-jüdische Zusammenarbeit[2]
- 2010: Verdienstorden des Landes Baden-Württemberg[8]
- 2023: Ehrenmitglied des Württembergischen Staatstheater[9]